# 이상헌 (바둑 기사)
이상헌(李尙憲, 1988년 9월 18일 ~ )은 대한민국의 바둑 기사이다.

## 약력
양재호 충암도장에서 바둑을 배웠다. 2008년 서울시장배에서 우승을 차지했고, 제89회 전국체전 개인전에서 금메달 획득했으며 제3회 국무총리배 세계아마바둑선수권대회에서 준우승을 했다. 2009년에는 제37기 하이원배명인전 아마선발전 A조와 제2회 노사초배에서 우승을 차지했으며, 아마랭킹 1위에 올랐다. 2010년 제3회 노사초배 최강부에서 우승을 했다. 2012년 제131회 일반인입단대회를 통해서 입단했고, 제1회 바이링배 본선64강에 진출했다. 2012년 2단을 거쳐 2015년 3월 3단으로 승단했다. 2020년 5단으로 승단했다.